# 西春別站

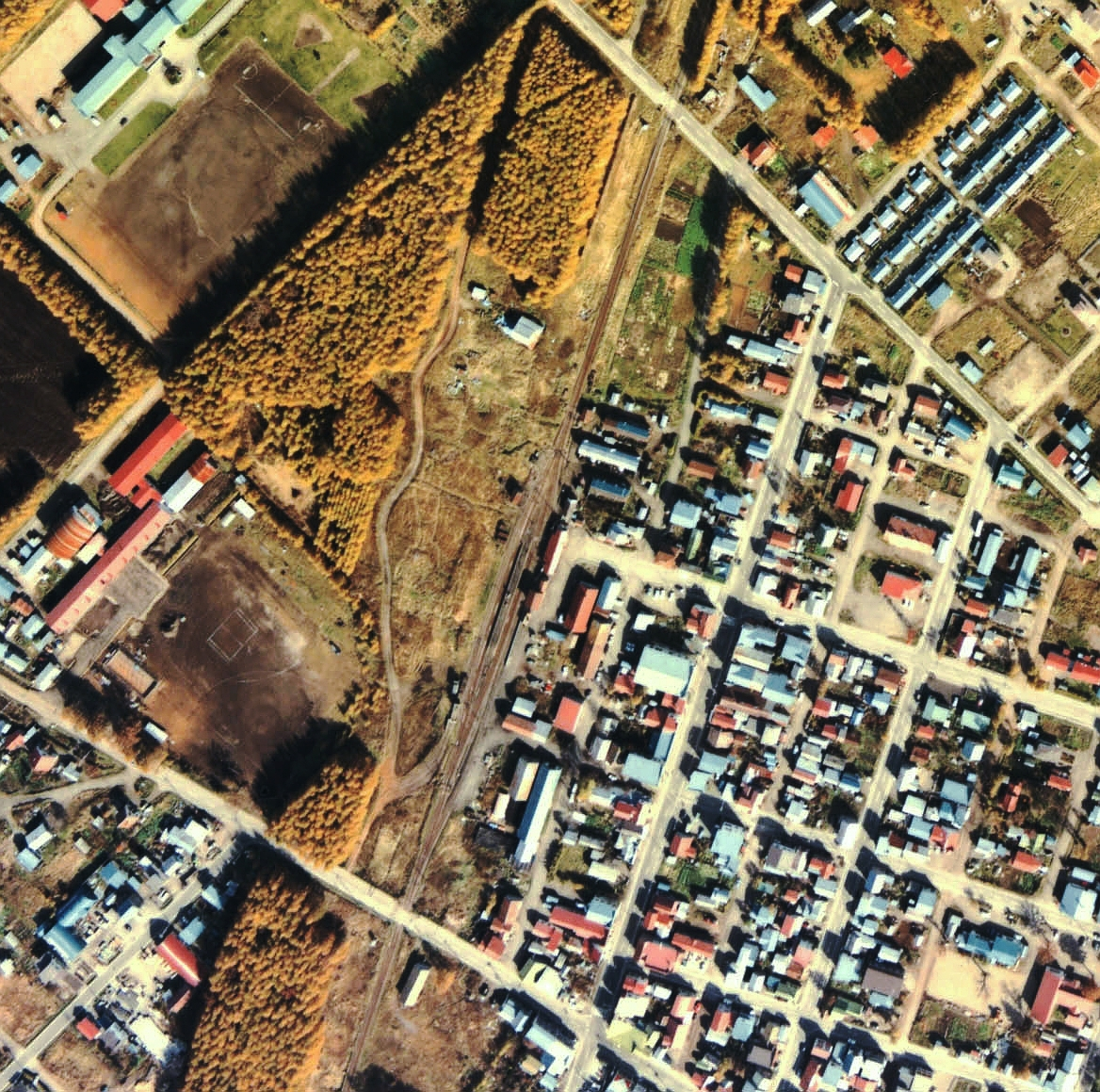
1977年的西春別站與方圓約500米範圍。上方為中標津方向。與車站後方月台平行的長方形土堆曾經是殖民軌道虹別線之貨物月台。

西春別站（日语：／ Nishi-Shumbetsu eki */?）是位於北海道野付郡別海町西春別站前西町，北海道旅客鐵道（JR北海道）的標津線車站（廢站）。隨著標津線廢線，車站在1989年（平成元年）4月30日廢除。

## 歷史

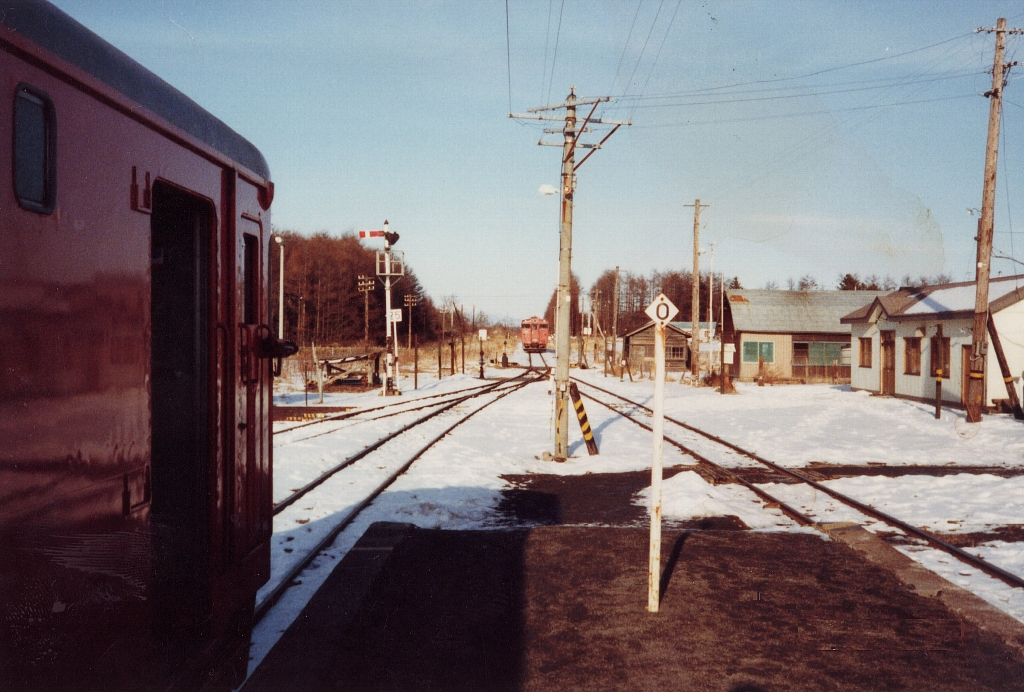
站內進行列車交會（1987年12月）

- 1936年（昭和11年）10月29日：國有鐵道（國鐵）標茶線（後來名為標津線）西春別站啟用[1]，當時為一般車站。
- 1980年（昭和55年）4月30日：結束處理貨物。
- 1984年（昭和59年）2月1日：結束處理行李。
- 1987年（昭和62年）4月1日：伴隨國鐵分割民營化，車站由北海道旅客鐵道（JR北海道）營運。
- 1989年（平成元年）4月30日：標津線全線廢除，此站也廢除[1]。

### 站名的由來
車站由於位於「春別」的西邊，因而得名。

## 車站構造
截至結束處理貨物和行李前，車站是一座地面車站，設有1面2線的島式月台。另外靠近車站大樓一方設有1條貨物起卸線，在外側設有靠近中標津一方設有1條留置線。當時可進行列車交會。車站大樓位於站內東邊（標茶方向的列車會開啟左邊車門），大樓建設在靠近中標津一方，並直接在地面興建。車站大樓正面與月台靠近中標津一方設有站內平交道連接。車站大樓靠近標茶一方設有月台，該處為貨物起卸場，在結束處理貨物和行李後，該處的路軌被撤走。
截至車站廢除前，此站還設有1面2線的島式月台和1條留置線，當時還可進行列車交會。
初期貨物起卸場位於車站後方，在1939年（昭和14年）至1949年（昭和24年）之間，用作殖民軌道虹別線的停車場，標茶町虹別方向。
在比較遠離車站的貨物起卸場處，在1936年（昭和11年）至1952年（昭和27年）之間設有殖民軌道西別線的新西春別停車場，該路線延伸至別海町上春別春日方向。
在戰時1944年（昭和19年）至終戰之間。車站西邊建設了舊陸軍計根別第4飛行場，為了運送補給物資，車站北邊（靠近中標津一方）設有軍事專用的引込線。

## 車站周邊
- 北海道道423號西春別停車場線（日语：北海道道423号西春別停車場線）
- 陸上自衛隊別海駐屯地（日语：別海駐屯地）
- 航空自衛隊計根別機場（日语：計根別飛行場）（陸上自衛隊駐屯地和航空自衛隊機場兩處曾經是舊陸軍計根別第4飛行場）
- 明治乳業西春別工場
- 別海町立上西春別小學
- 別海町公所西春別分所
- 中標津警署（日语：中標津警察署）西春別站前駐在所
- 西春別站前郵局
- 大地未來信用金庫（日语：大地みらい信用金庫）西春別分店
- 西春別農業協同組合（JA西春別）
- 阿寒巴士（日语：阿寒バス）「西春別」巴士站

## 現況
- 車站遺址建設了別海町鐵道紀念公園。公園內展出了日本國鐵D51型蒸汽機車之同款機車機（輸出至蘇聯庫頁島的型號）。以及町內廢站的站名名（除了奧行臼站外）。
- 資料館該處也有巴士站與候車室，阿寒巴士（日语：阿寒バス）（標津線廢線替代服務）和別海町地域生活巴士（日语：別海町地域生活バス）（國鐵巴士（日语：国鉄バス）釧根線（日语：北海道旅客鉄道厚岸自動車営業所）廢除替代服務）停靠該站。
- 現時的地名是西春別站前○○町，該處與西春別的村落有一段距離。
- 沿線中，西春別是規模較大的村落。

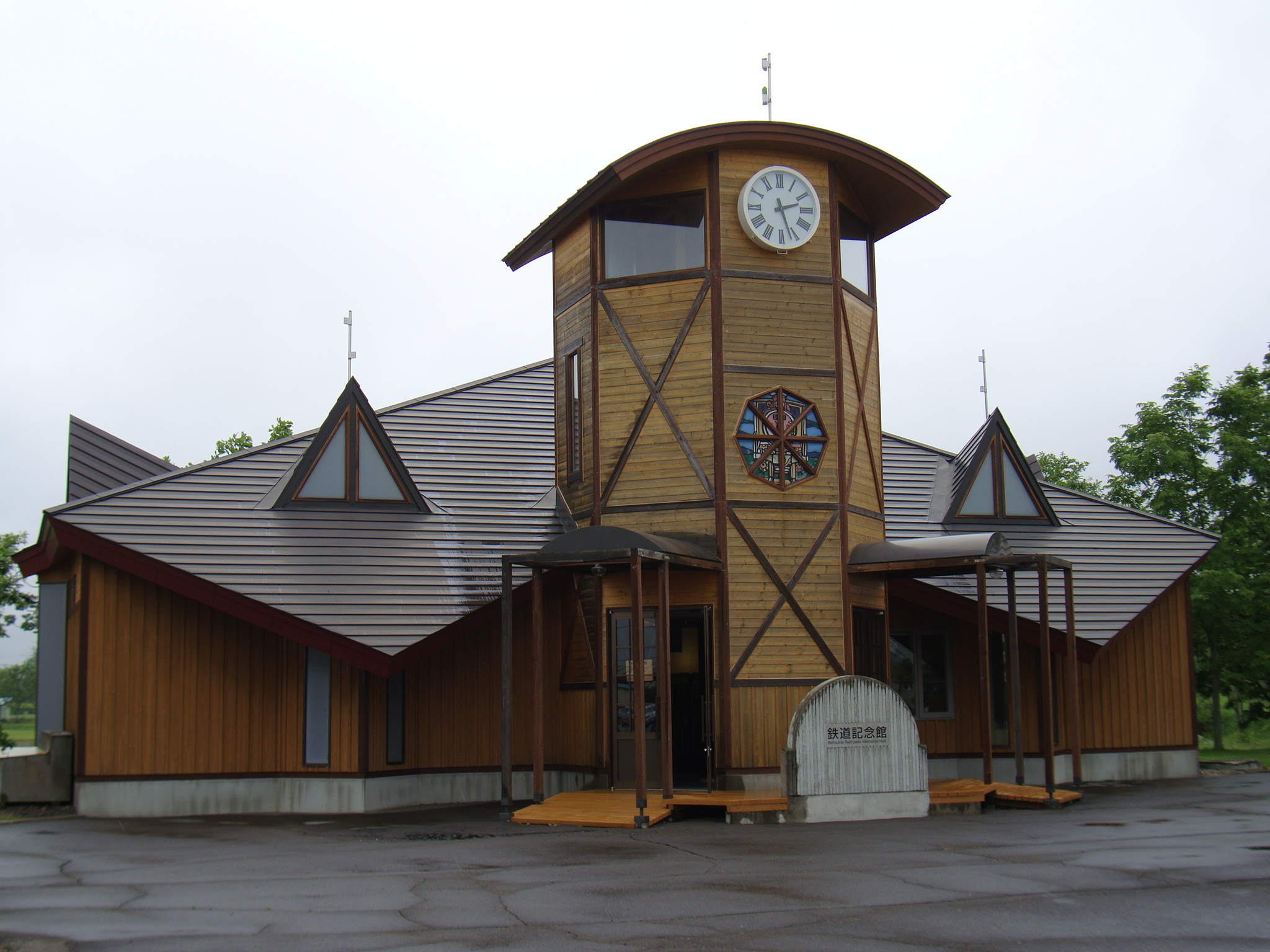
資料館
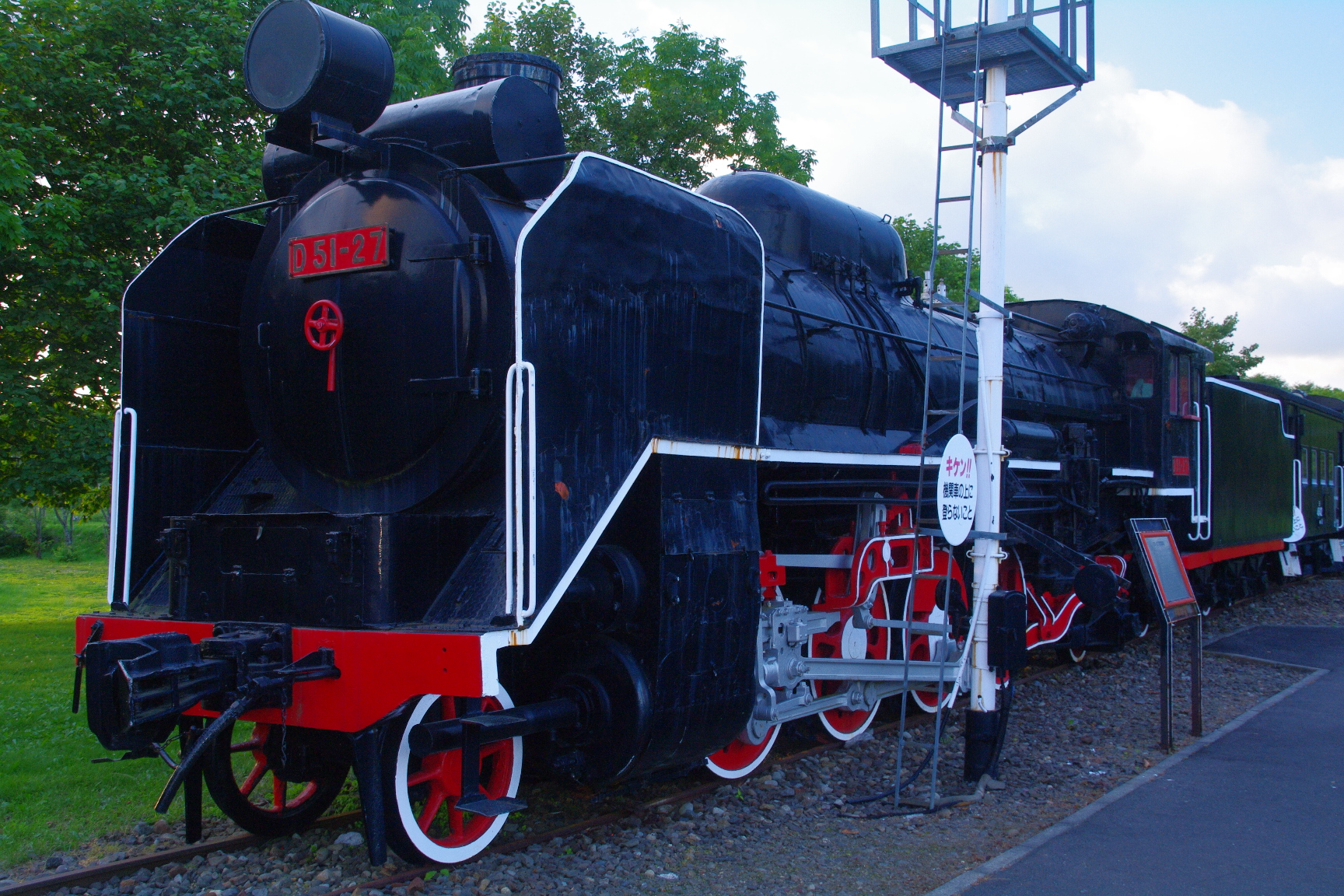
D51-27
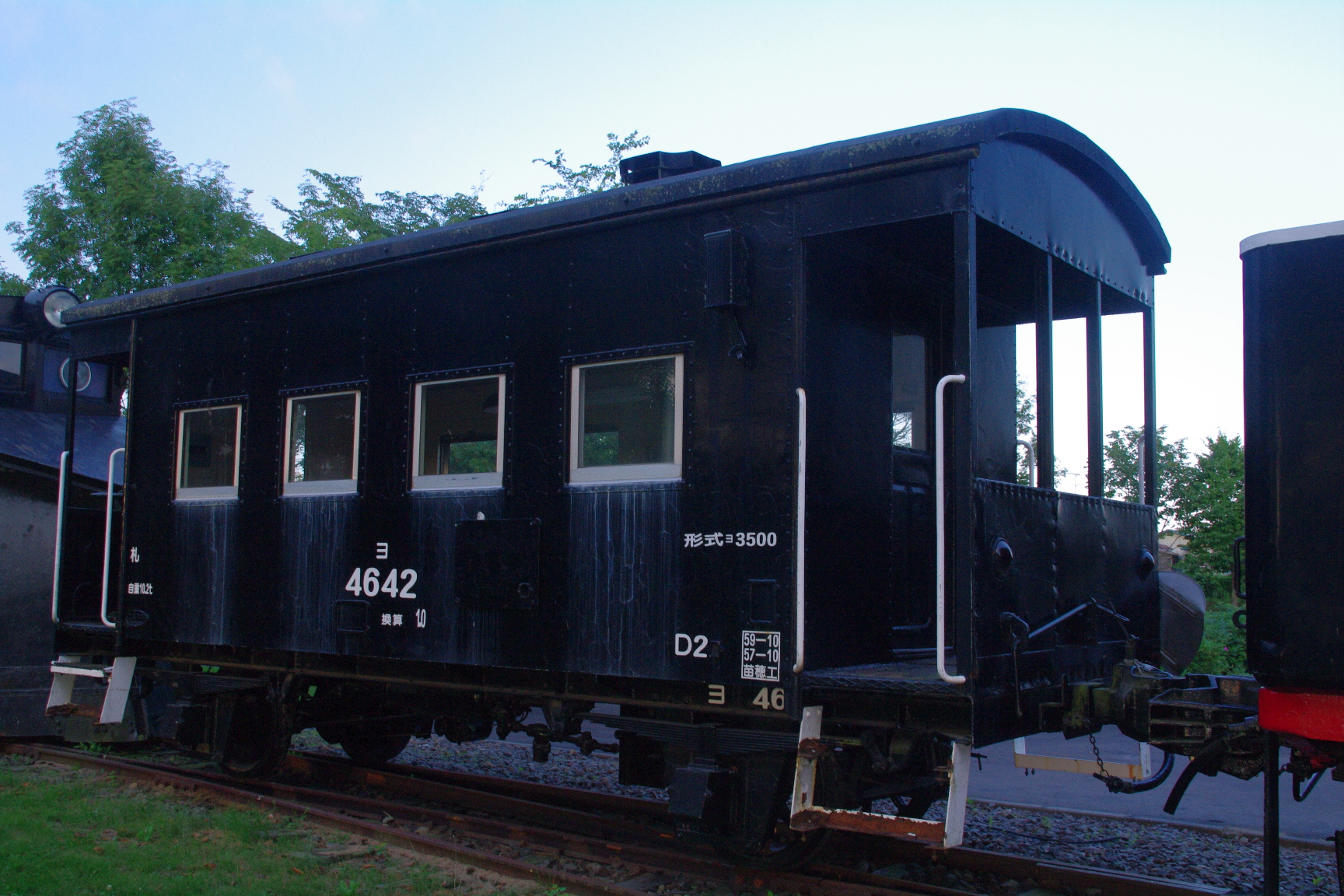
Yo4642
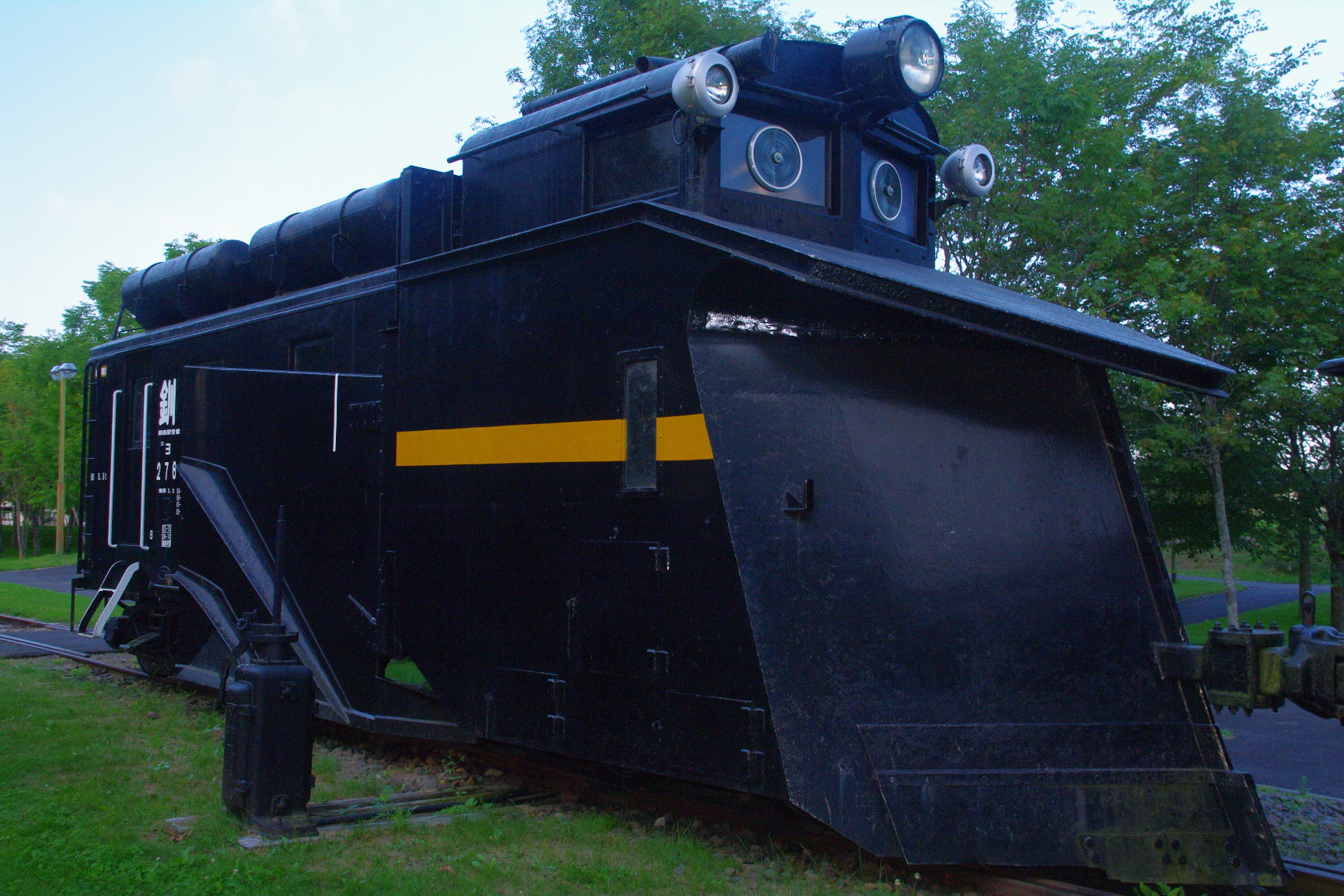
Ki276
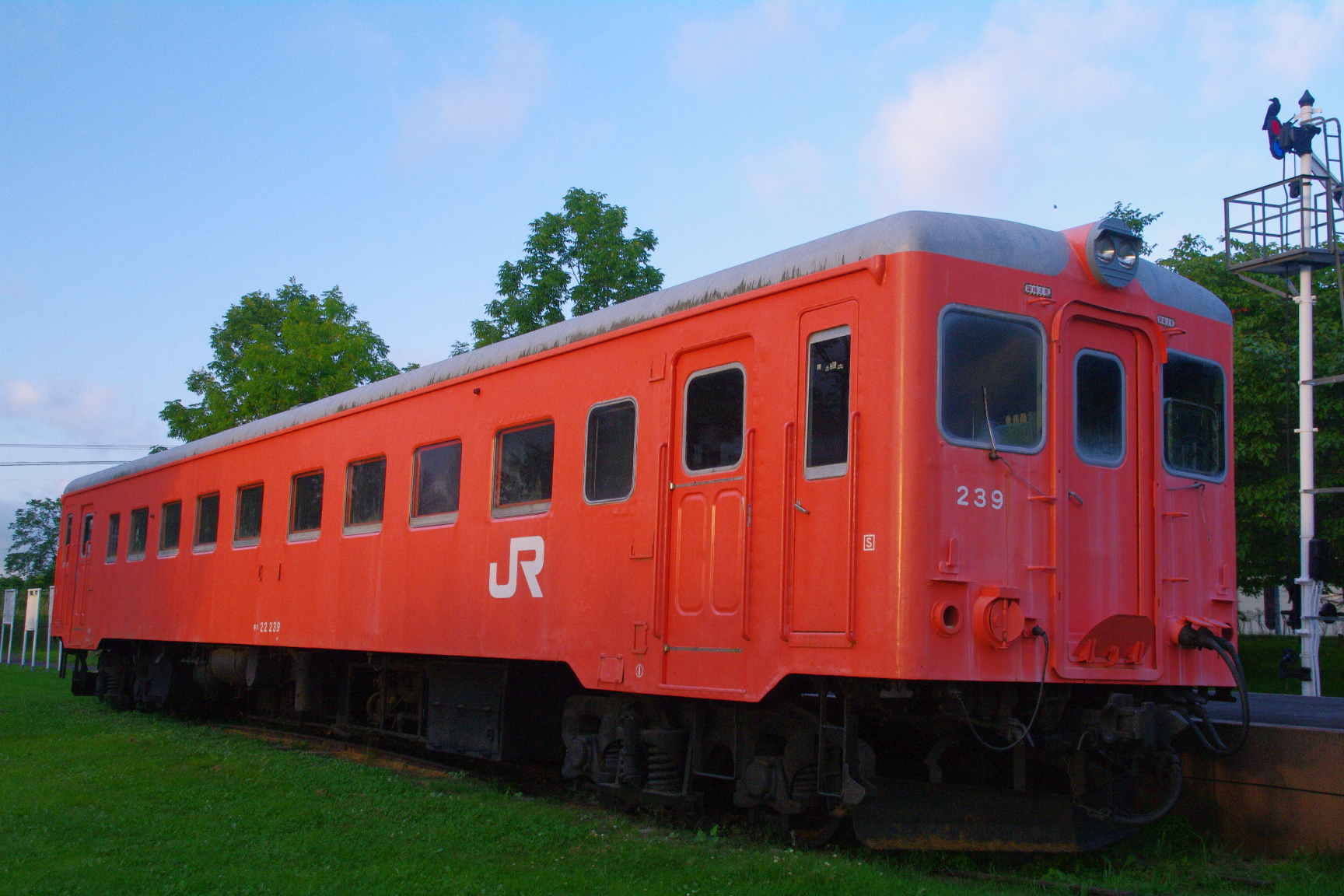
KiHa22 239

## 相鄰車站
北海道旅客鐵道
標津線 
光進－西春別－上春別

## 注腳
1. 1 2  今尾惠介監修《日本鉄道旅行地図帳》1號 北海道，新潮社，2008年，p.44
2. ↑  札幌鉄道局 (编). . 北彊民族研究会. 1939: 168. NDLJP: 1029473 （日语）.

## 外部連結
- 別海町Portal Site - 鐵道紀念公園 （页面存档备份，存于）（日語）